# Potrero Chico (México)
El Potrero Chico es un valle, un área de escalada en roca, y un parque recreativo. El Potrero Chico está ubicado en el municipio de Hidalgo, en Nuevo León, México; se encuentra dentro del área natural protegida “Sierra el Fraile y San Miguel”.
Es considerado uno de los mejores lugares para practicar escalada y atrae visitantes de todo el mundo; tiene más de 600 rutas, entre ellas Timewave Zero; la segunda ruta de escalada deportiva más grande de Norteamérica, y El Sendero Luminoso. En las paredes de piedra caliza hay una gran variedad de puntos para escalar.
La práctica de escalada deportiva en el área comenzó en la década de 1960 por algunos escaladores de Nuevo León con técnicas clásicas, siguió en la década de 1990 con Jeff Jackson, Kevin Gallagher y Alex Catlin; originarios de Austin, Texas, y el desarrollo ha continuado desde entonces. El área para escalar se encuentra en el cañón a la entrada del valle, mientras que el interior es terreno montañoso adecuado para practicar ciclismo de montaña, con rutas de distintas dificultades, caminatas y diferentes actividades. Además, el área está acondicionada con anclajes para highline en varios puntos y servicios turísticos.

## Galería

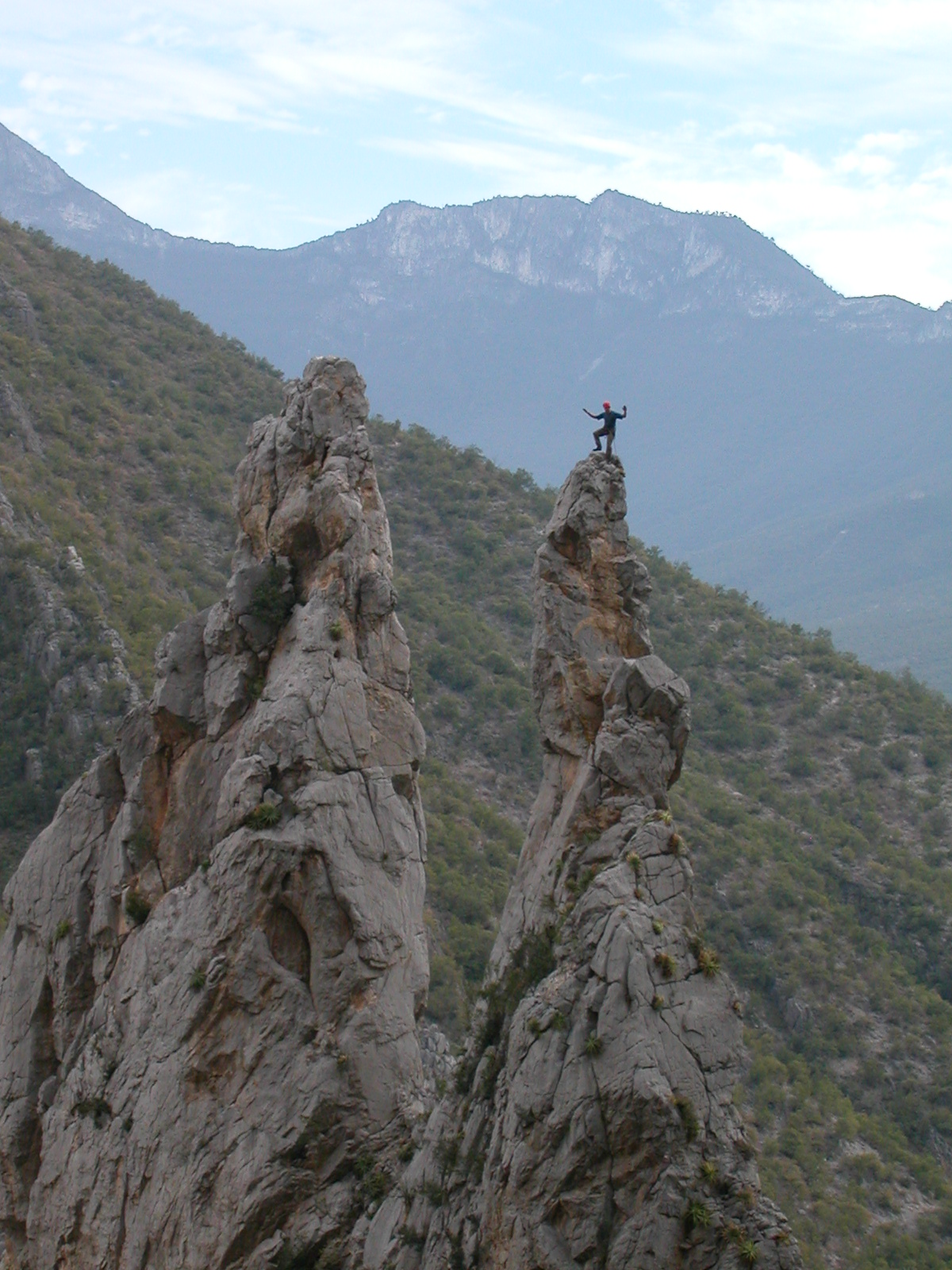
Las Agujas
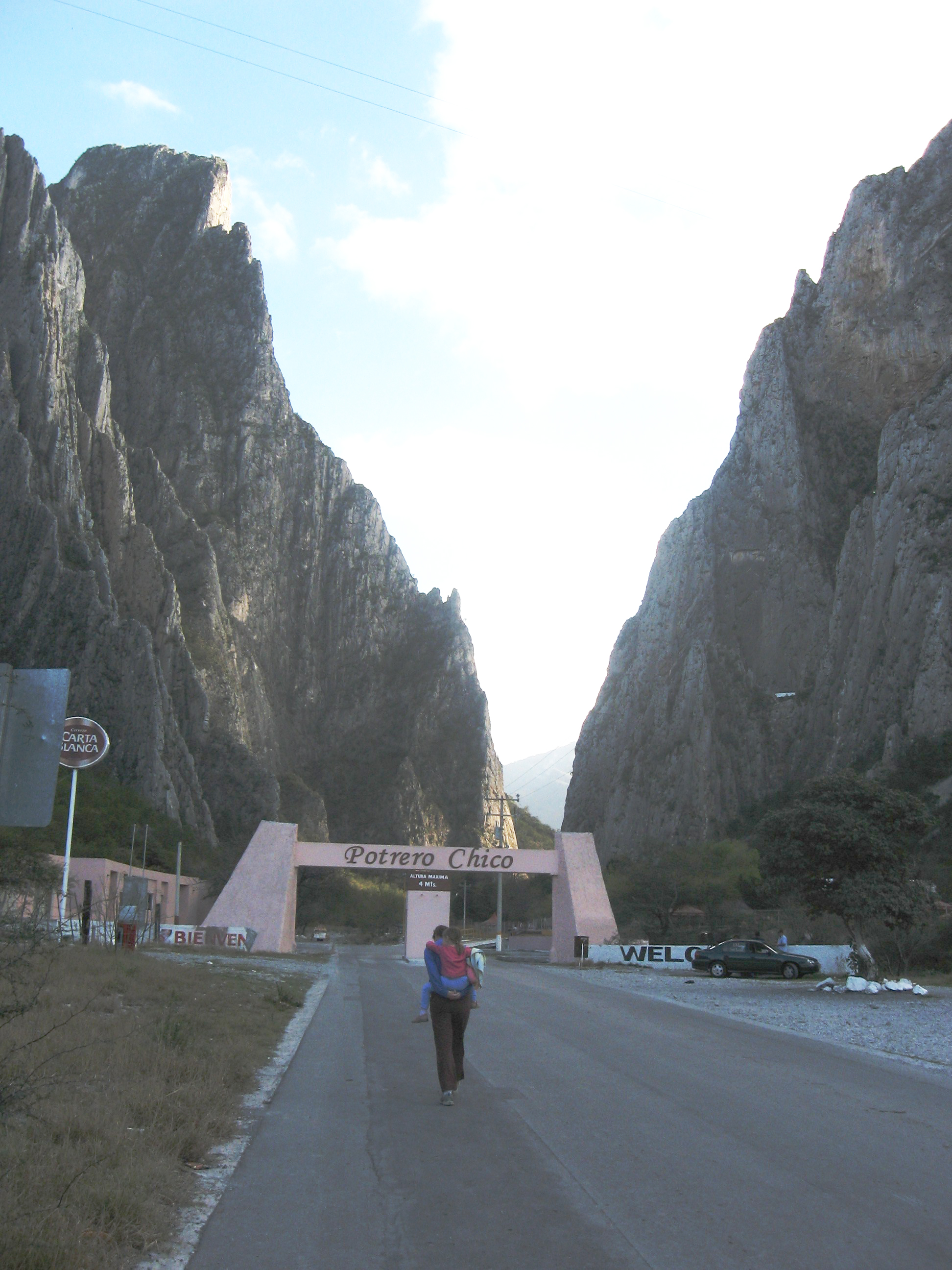
Entrada a Potrero Chico
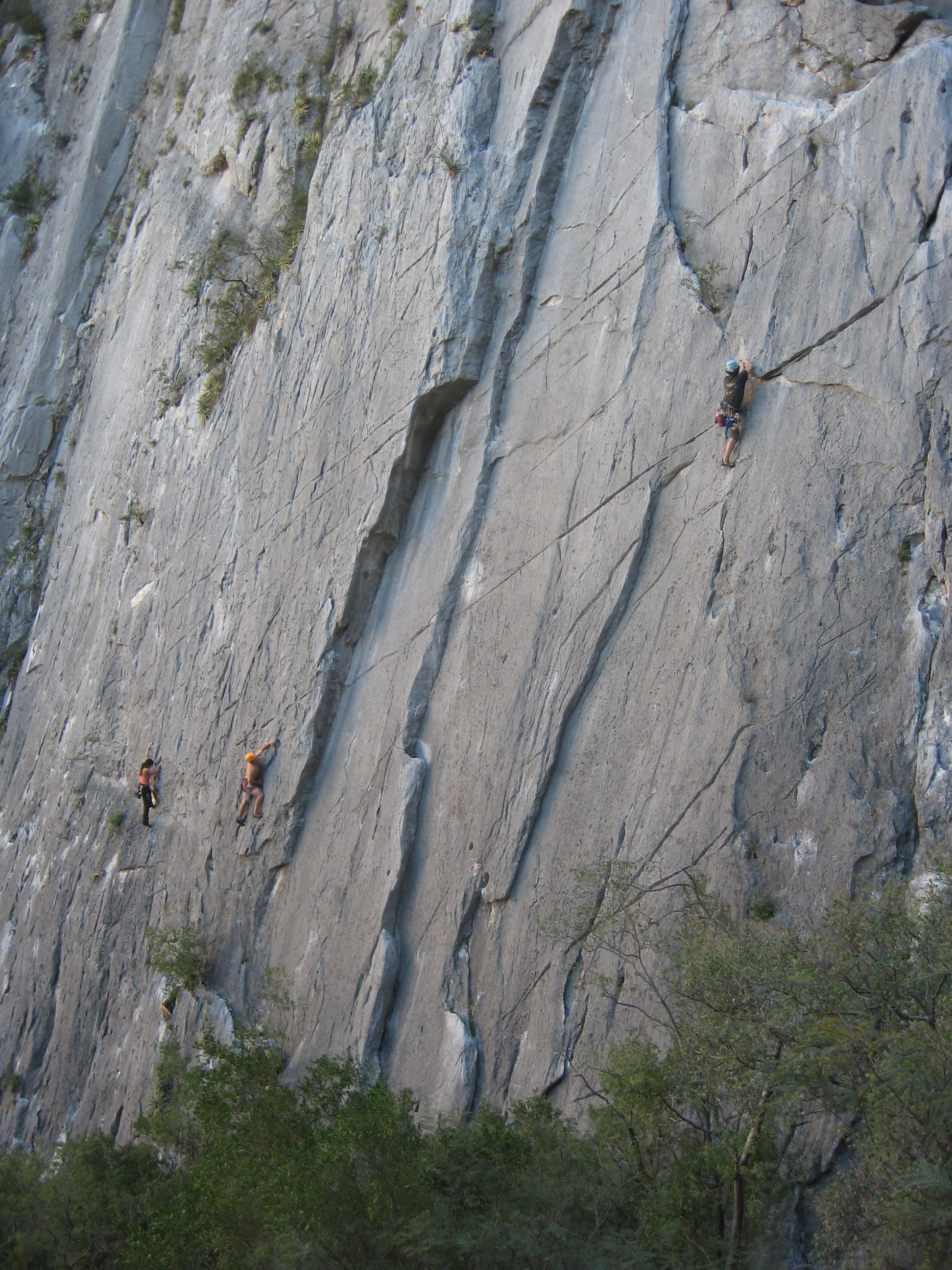
Pared de la virgen